# III Poznański Hufiec Harcerzy
III Poznański Hufiec Harcerzy  – jednostka terytorialna Organizacji Harcerzy ZHR, należąca do Wielkopolskiej Chorągwi Harcerzy ZHR. Zrzesza drużyny i gromady działające na terenie Poznania, Murowanej Gośliny i Kiekrza.

## Historia
Powołany w dniu 18 marca 2012 rozkazem komendanta Wielkopolskiej Chorągwi Harcerzy ZHR, hm. Sławomira Kużaja na skutek odłączenia się części jednostek od zbyt dużego II Poznańskiego Hufca Harcerzy „Gniazdo”.

## Jednostki hufca
- 1 Drużyna Wędrowników w Murowanej Goślinie
- 1 Drużyna Harcerzy w Murowanej Goślinie „Las” im. Jana „Anody” Rodowicza
- 1 Goślińska Gromada Zuchów „Orlęta”
- 1 próbna Kierska Drużyna Wędrowników
- 1 Kierska Drużyna Harcerzy „Trop”
- 1 próbna Kierska Gromada Zuchów „Leśni Tropiciele”
- 1 próbna Poznańska Drużyna Wędrowników im. św. Michała Archanioła
- 1 próbna Poznańska Drużyna Harcerzy im. św. Michała Archanioła
- 2 Poznańska Drużyna Harcerzy „Czantoria” im. ppor. Tadeusza „Zośki” Zawadzkiego
- 2 Poznańska Drużyna Wędrowników „Turbacz”
- 6 Poznańska Drużyna Harcerzy „Siklawa” im. kpt. ż.w. Mamerta Stankiewicza
- 6 Poznańska Gromada Zuchów „Wilczęta”
- 7 Poznańska Drużyna Wędrowników „Magura”
- 7 Poznańska Drużyna Harcerzy „Binduga” im. hm. Floriana Marciniaka
- 7 Poznańska Gromada Zuchów „Dzielne Wagabundy”
- 16 Poznańska Drużyna Wędrowników im. gen. Jóżefa Zachariasza Bema
- 16 Poznańska Drużyna Harcerzy im. gen. Józefa Zachariasza Bema

## Hufcowi III Poznańskiego Hufca Harcerzy
- phm. Jan Szmajs HR (od 18 marca 2012 do 12 kwietnia 2014)
- phm. Piotr Czubiński HR (od 12 kwietnia 2014 do 04 października 2015)
- phm. Antoni Nowacki HR (od 04 października 2015 do 31 grudnia 2018)
- phm. Ignacy Jakubowski HR (od 31 grudnia 2018)